# Deutsche Bauwerke aus zwölf Jahrhunderten

30-Pfennig-Wert in rot aus der Serie Deutsche Bauwerke II

Deutsche Bauwerke aus 12 Jahrhunderten ist der Name zweier deutscher Dauermarkenserien, die von 1964 bis 1969 erschienen und teilweise bis 2002 gültig waren.

## Beschreibung
Die erste Serie (I) (1964–1965) bestand aus acht grob gezeichneten einfarbigen Werten auf weißem Hintergrund. Sie erschien in Rollen, wurde aber auch in Bogen gedruckt. Einige der Marken gab es auch in Markenheftchen.
Die zweite Serie (II) (1966–1969) bestand aus 15 (Berlin: 16) feiner ausgeführten, ebenfalls einfarbigen, etwas größeren Bogenmarken. Gleiche Werte der Serien (I) und (II) hatten das gleiche Motiv. Die Marken erschienen bei der Deutschen Bundespost und bei der Deutschen Bundespost Berlin. Die Berliner Werte unterschieden sich dabei nur durch Schriftzug „Berlin“; Farbe, Motiv und Wert waren gleich. Auch die Erscheinungsdaten der bundesdeutschen und der Berliner Ausgaben waren gleich. Die Berliner Marken waren bis zum 31. Dezember 1991 frankaturgültig, die bundesdeutschen Ausgaben bis zum 30. Juni 2002.
Beide Serien wurden von Otto Rohse entworfen.

## Besonderheiten

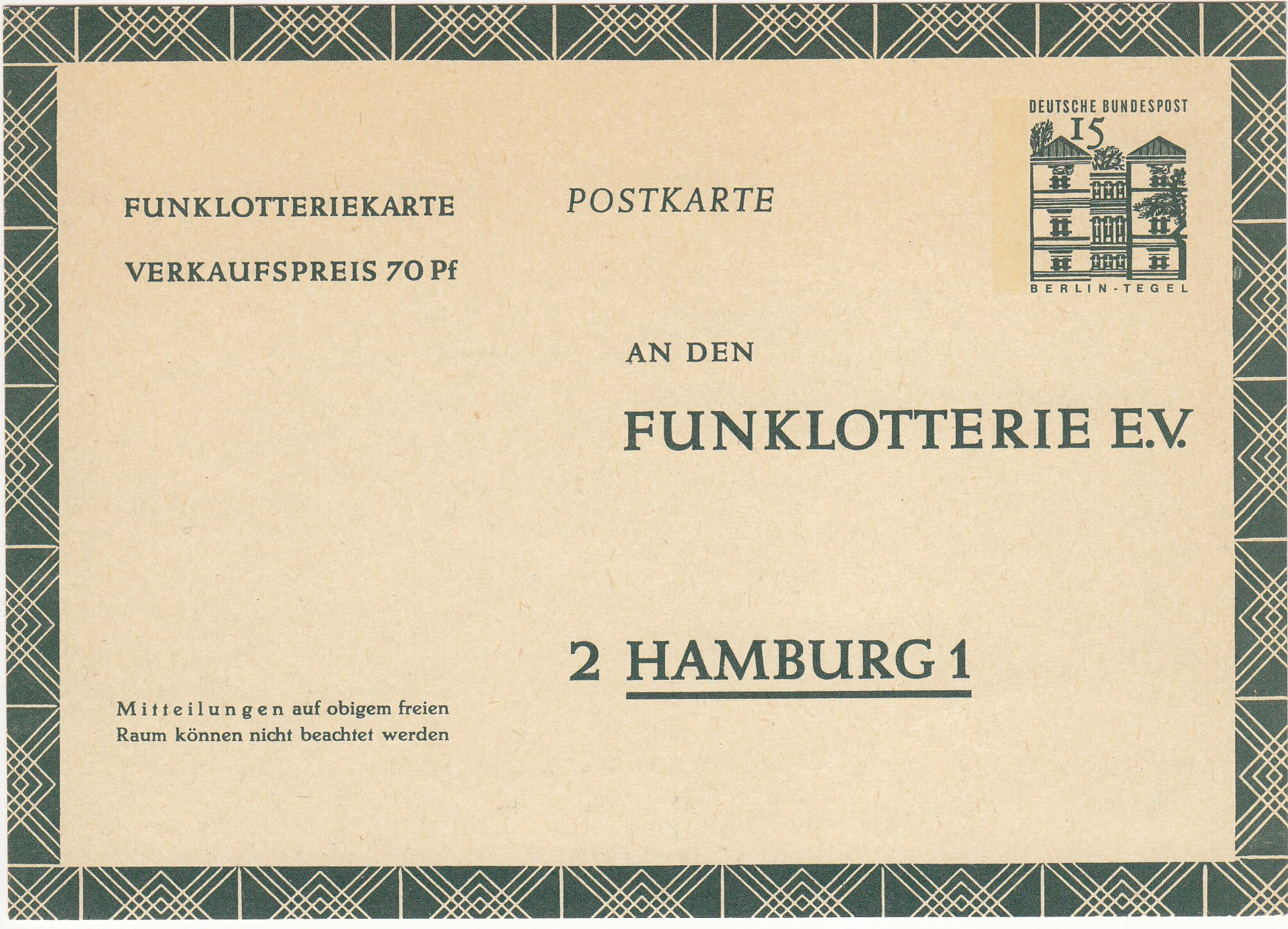
Funklotterie-Postkarte

- Die Serie II erschien nur in Bogen. Sie war gleichzeitig die erste bundesdeutsche Dauermarkenserie, die in einem einheitlichen Druckverfahren (Stichtiefdruck) hergestellt wurde.
- Wie bei allen Marken, die in Rollen und Bogen gedruckt werden, bilden waagerechte Paare und Randstücke der Serie I ein besonderes Sammelgebiet, weil man an ihnen nachweisen kann, dass die Marken aus Bogen stammen. Bei der Serie I wurden die höheren Wertstufen (ab 40 Pf) im Stichtiefdruck hergestellt, die niedrigeren Werte im Buchdruck.
- Der Wert zu 15 Pfennig war der einzige Wert der Serie I, der nicht in der Serie II erschien. Das Motiv (Schloss Tegel) kehrte jedoch 1969 auf der letzten Ausgabe zu 1,30 DM wieder.
- Die Marke zu 8 Pfennig erschien nur in Berlin, da es nur dort diese Portostufe gab (Postkarte innerhalb Berlins)
- Die 30-Pfennig-Ausgabe erschien zunächst in Grün, ein Jahr später aber motivgleich in Rot, um die Portoerhöhung vom 1. April 1967 widerzuspiegeln: Die Marke für einen Standardbrief im Inland musste nach einer Übereinkunft des Weltpostvereins rot sein.
- Die 1964 erschienenen Ausgabe der Serie I der Bundespost waren über 37 Jahre frankaturgültig und gehören damit zu den am längsten frankaturgültigen Marken der deutschen Postgeschichte, übertroffen nur durch einige württembergische Dienst- und Staatsmarken und durch die bayerische Markausgabe von 1874.
- Wie jede Freimarkenserie wurde auch diese für die Herstellung von Ganzsachen, also Postkarten und Bildpostkarten aber auch für die Funklotterie-Postkarte, als Wertstempel verwendet.

Jede Freimarke der Serie zeigt ein historisches deutsches Bauwerk, wobei Tore besonders häufig repräsentiert sind, wahrscheinlich um dem Hochformat und der geringen Größe der Briefmarken besser gerecht werden zu können.

## Liste der Ausgaben und Motive

### Ausgaben
| Bild    | Bild     | Beschreibung                          | Wert in Pfennig | Ausgabedatum      | Ausgabeform: Bogen (B), Rollen (R), Markenheftchen (MH) | Mi.-Nr. Bund, Berlin |
| Serie I | Serie II | Beschreibung                          | Wert in Pfennig | Ausgabedatum      | Ausgabeform: Bogen (B), Rollen (R), Markenheftchen (MH) | Mi.-Nr. Bund, Berlin |
| –       |          | Berliner Tor in Stettin               | 5               | 15. Juni 1966     | (B)                                                     | 489 270              |
| –       |          | Pfalzgrafenstein bei Kaub             | 8               | 15. Juni 1966     | (B)                                                     | – 271                |
|         | –        | Wallpavillon des Zwingers in Dresden  | 10              | 12. März 1965     | (B), (R) Berlin auch (MH)                               | 454 242              |
| –       |          | Wallpavillon des Zwingers in Dresden  | 10              | 21. Juni 1967     | (B)                                                     | 490 272              |
|         | –        | Schloss Tegel in Berlin               | 15              | 12. März 1965     | (B), (R), (MH) Berlin nur (B), (R)                      | 455 243              |
|         | –        | Torhalle in Lorsch                    | 20              | 12. März 1965     | (B), (R), (MH) Berlin nur (B), (R)                      | 456 244              |
| –       |          | Torhalle in Lorsch                    | 20              | 17. November 1967 | (B)                                                     | 491 273              |
| –       |          | Nordertor in Flensburg                | 30              | 7. Januar 1966    | (B)                                                     | 492 274              |
| –       |          | Nordertor in Flensburg                | 30              | 17. Februar 1967  | (B)                                                     | 493 275              |
|         | –        | Burg Trifels                          | 40              | 12. März 1965     | (B), (R)                                                | 457 245              |
| –       |          | Burg Trifels                          | 40              | 4. August 1967    | (B)                                                     | 494 276              |
|         | –        | Schlosstor von Ellwangen              | 50              | 15. Dezember 1964 | (B)                                                     | 458 246              |
| –       |          | Schlosstor von Ellwangen              | 50              | 4. August 1967    | (B)                                                     | 495 277              |
|         | –        | Treptower Tor in Neubrandenburg       | 60              | 15. Dezember 1964 | (B), (R) Berlin nur (B)                                 | 459 247              |
| –       |          | Treptower Tor in Neubrandenburg       | 60              | 14. April 1967    | (B)                                                     | 496 278              |
|         | –        | Osthofentor in Soest                  | 70              | 29. Mai 1965      | (B), (R)                                                | 460 248              |
| –       |          | Osthofentor in Soest                  | 70              | 14. April 1967    | (B)                                                     | 497 279              |
|         | –        | Ellinger Tor in Weißenburg in Bayern  | 80              | 15. Dezember 1964 | (B), (R) Berlin nur (B)                                 | 461 249              |
| –       |          | Ellinger Tor in Weißenburg in Bayern  | 80              | 21. Juni 1967     | (B)                                                     | 498 280              |
| –       |          | Zschocksches Stift in Königsberg      | 90              | 15. Juni 1966     | (B)                                                     | 499 281              |
| –       |          | Melanchthonhaus in Wittenberg         | 1 DM            | 7. November 1966  | (B)                                                     | 500 282              |
| –       |          | Trinitatishospital in Hildesheim      | 1,10 (DM)       | 13. Dezember 1966 | (B)                                                     | 501 283              |
| –       |          | Schloss Tegel in Berlin (siehe 15 Pf) | 1,30 (DM)       | 26. März 1969     | (B)                                                     | 502 284              |
| –       |          | Rathaus in Löwenberg                  | 2 DM            | 13. Dezember 1966 | (B)                                                     | 503 285              |

## Bundesdeutsches Selbstverständnis und Postkrieg
Als einzige Freimarkenserie der Deutschen Bundespost zeigt die Briefmarkenserie auch Bauwerke, die zwar in den Grenzen des Deutschen Reiches vom 31. Dezember 1937, aber außerhalb der damaligen Grenzen der Bundesrepublik Deutschland, zu finden waren. Das waren im Einzelnen
- Gebäude auf dem Gebiet der DDR:

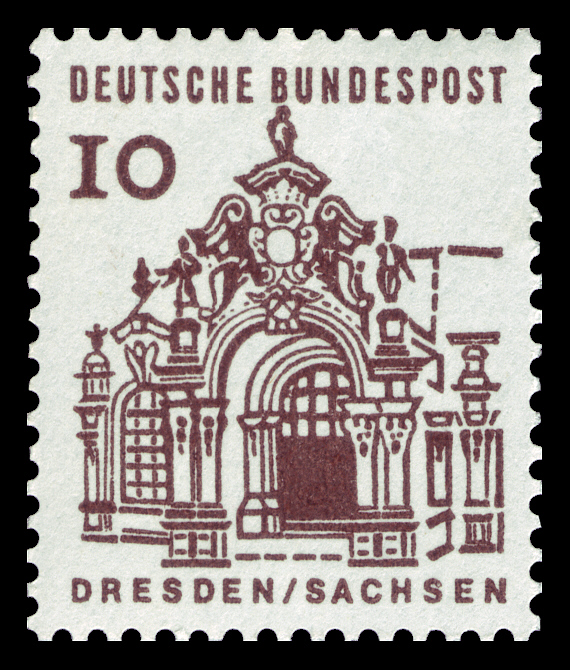
10 Pf. Zwinger in Dresden (1964)
Zwinger in Dresden (1967)
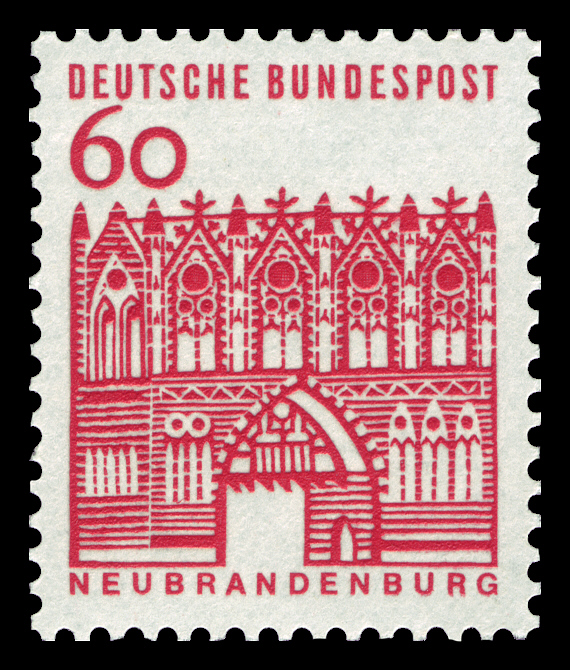
60 Pf. Treptower Tor in Neubrandenburg (1964)

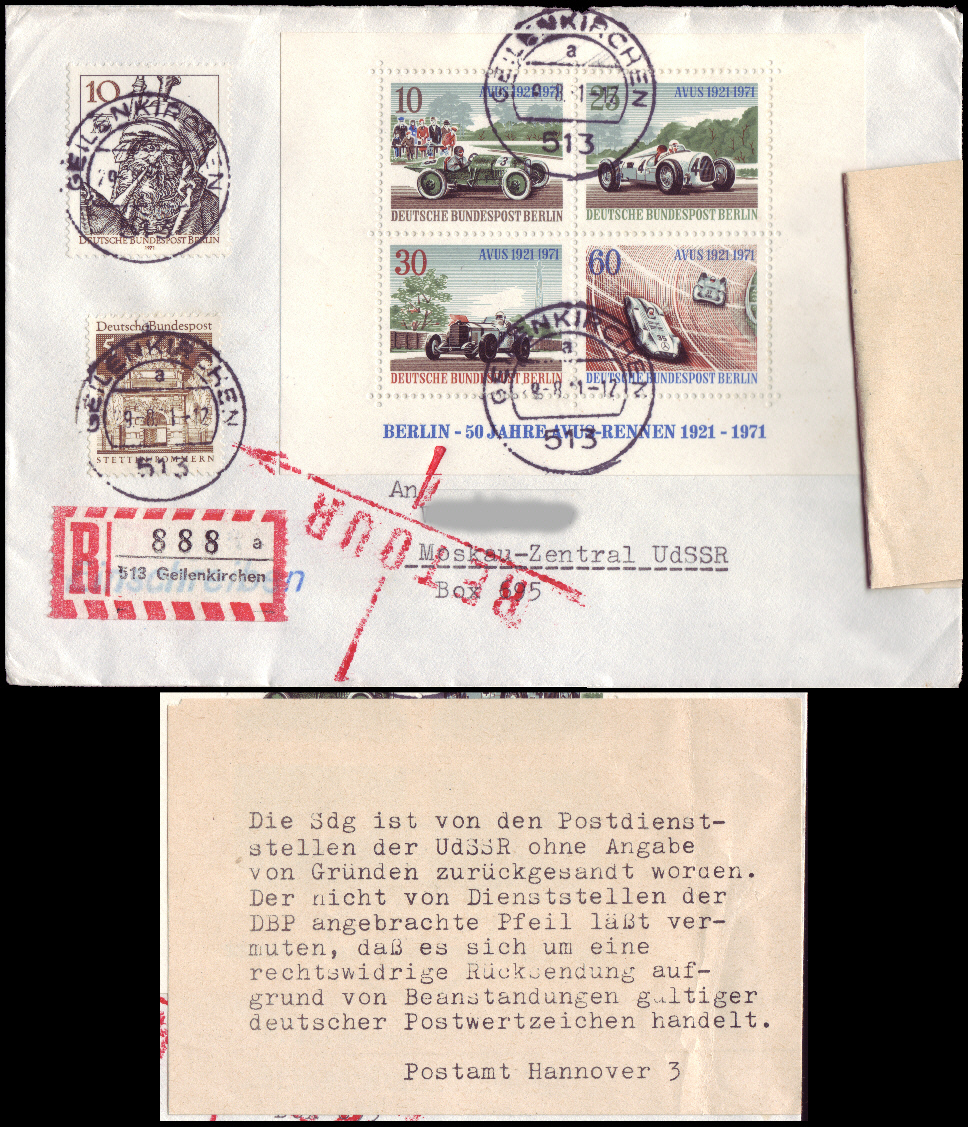
Beispiel eines Postkriegbeleges von 1971: Marke der Bauwerkeserie (5 Pf Stettin/Pommern), wurde wegen der Darstellung eines Gebäudes, das sich NICHT in Westdeutschland befand und mehr noch wegen der Benutzung des deutschen Ortsnamens in manchen Ostblockstaaten beanstandet. Hier auf einem Brief in die UdSSR, mit dortigem Retour-Stempel und Aufkleber der Bundespost mit einer „Gegen“-Erklärung. „Die Sdg ist von den Postdienststellen der UdSSR ohne Angabe von Gründen zurückgesandt worden. Der nicht von Dienststellen der DBP angebrachte Pfeil läßt vermuten, daß es sich um eine rechtswidrige Rücksendung aufgrund von Beanstandungen gültiger deutscher Postwertzeichen handelt. Postamt Hannover 3“

Treptower Tor in Neubrandenburg (1967)

- Gebäude auf dem Gebiet Polens:

5 Pf. Berliner Tor in Stettin
2 DM Rathaus in Löwenberg

- Gebäude auf dem Gebiet der Sowjetunion:

90 Pf. Zschocksches Stift in Königsberg

Diese Marken wurden bei Sendungen in die DDR, Polen oder die Sowjetunion häufig unter der Begründung, sie würden gegen das Propaganda-Verbot für Briefmarken des Weltpostvereins verstoßen, beanstandet und in die Bundesrepublik zurückgeschickt. Solche Briefe werden als Postkrieg-Belege von Spezialisten gesammelt.